# San Andros Airport
San Andros Airport är en flygplats i Bahamas.   Den ligger i distriktet North Andros District, i den västra delen av landet, 70 km väster om huvudstaden Nassau. San Andros Airport ligger 9 meter över havet.
Terrängen runt San Andros Airport är mycket platt. Trakten är glest befolkad. Närmaste större samhälle är San Andros, 1,7 km norr om San Andros Airport. 